# Andrea Mead-Lawrence
Andrea Mead-Lawrence, de soltera Andrea Mead, (Rutland, Vermont, 1932 - Mammoth Lakes, 2009) fou una esquiadora estatunidenca que destacà a la dècada del 1950.

## Biografia
Va néixer el 19 d'abril de 1932 a la ciutat de Rutland, població situada a l'estat nord-americà de Vermont. El 1951 es casà amb David Lawrence, del qual en va prendre el cognom. Es divorciaren el 1967 i amb els cinc fills nascuts del matrimoni s'establí a Mammoth Lakes, població situada a l'estat de Califòrnia. L'any 2000 li fou diagnostica un càncer de cervell, morint el 30 de març de 2009 a la seva residència de Mammoth Lakes.

## Carrera esportiva
Especialista en esquí alpí, amb només 15 anys participà en els Jocs Olímpics d'Hivern de 1948 disputats a Sankt Moritz, on finalitzà en vuitena posició en l'eslàlom, 21a en la combinada i 35a en el descens. En els Jocs Olímpics d'Hivern de 1952 disputats a Oslo fou nomenada capitana de l'equip nord-americà i aconseguí la medalla d'or en l'eslàlom i eslàlom gegant, convertint-se en la primera esquiadora alpina americana en aconseguir dues medalles d'or. Les medalles aconseguides en aquests Jocs són vàlides per al Campionat del Món d'esquí alpí. Participà en els Jocs Olímpics d'Hivern de 1956 disputats a Cortina d'Ampezzo (Itàlia), on destacà la quarta posició aconseguida en la prova d'eslàlom gegant. Després d'aquests jocs es va retirar.
El 1958, només dos anys després de retirar-se de la competició, Mead Lawrence va ser inclosa al National Ski Hall of Fame dels Estats Units.